# Старі Кієшки
Старі Кіє́шки (рос. Старые Киешки, башк. Иҫке Ҡыйышҡы) — присілок у складі Кармаскалинського району Башкортостану, Росія. Входить до складу Кабаковської сільської ради.
Населення — 581 особа (2010; 626 в 2002).
Національний склад:
- татари — 58 %
- башкири — 35 %